# نانسي كارول
نانسي كارول (بالإنجليزية: Nancy Carroll)‏ هي ممثلة بريطانية، ولدت في 1974 في المملكة المتحدة.

## وصلات خارجية
- نانسي كارول على موقع IMDb (الإنجليزية)
- نانسي كارول على موقع قاعدة بيانات الفيلم (الإنجليزية)